# Cesius stygius
Cesius stygius là một loài rêu tản trong họ Gymnomitriaceae. Loài này được (Hook. & Taylor) Berggr. miêu tả khoa học lần đầu tiên năm 1898.